# Claustrophilie
La claustrophilie définit le désir d'être confiné dans un espace réduit. Il peut être parfois associé à une paraphilie dans un contexte sexuel.

## Définition
On peut définir la claustrophilie par l'envie irrépressible de s’isoler, par périodes plus ou moins longues dans un espace confiné.
Ce comportement d’isolement peut aboutir à un état pathologique dans la mesure où il devient permanent, compulsif ou encore cyclique.
La claustrophobie correspond, à l'inverse, à la peur irrationnelle (phobie) des espaces confinés, réduits, de l'enfermement